# Rue Séguier
La rue Séguier est une voie située dans le quartier de la Monnaie dans le 6e arrondissement de Paris.

## Situation et accès
La rue Séguier est desservie par les lignes 4 et 10 à la station Odéon et par la ligne 4 à la station Saint-Michel.

## Origine du nom

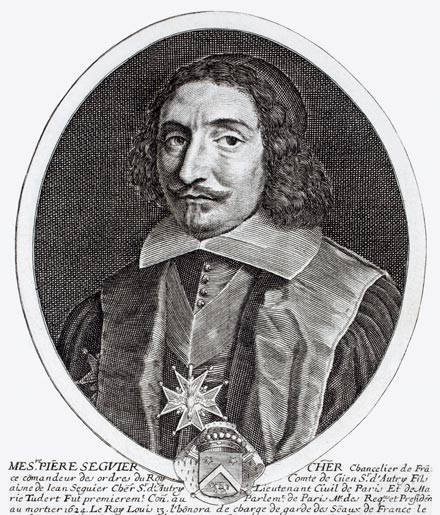
Pierre Séguier.

Cette rue porte le nom de Pierre Séguier (1588-1672), chancelier de France, dont la famille a vécu dans la rue durant plusieurs siècles.

## Historique
Cette très ancienne voie de Paris, qui remonte au moins au XIIIe siècle, est citée vers 1280-1300 dans Le Dit des rues de Paris de Guillot de Paris sous la forme « rue Pavée », prend le nom de « rue Pavée-d'Andouilles » (corruption de « Nantouillet », nom d'une famille noble vivant dans la rue) au XVIe siècle, est à nouveau citée sous le nom de « rue Pavée » dans un manuscrit des rues de Paris en 1636 avant de s'appeler « rue Pavée-Saint-André-des-Arts » ou plus simplement « rue Pavée-Saint-André ». 
Le 24 août 1864, la voie est renommée « rue Séguier ».
C'est dans la « rue Pavée-Saint-André » que le poète et romancier Edgar Poe (1809-1849) — qui n'est jamais venu à Paris — situe la pension bourgeoise tenue par Madame Roget avec l'aide de sa fille, dans sa nouvelle Le Mystère de Marie Roget (1842/1843) qui est basée sur l'analyse d'un fait divers réel : le meurtre de Mary Cecilia Rogers commis à New York en 1841.

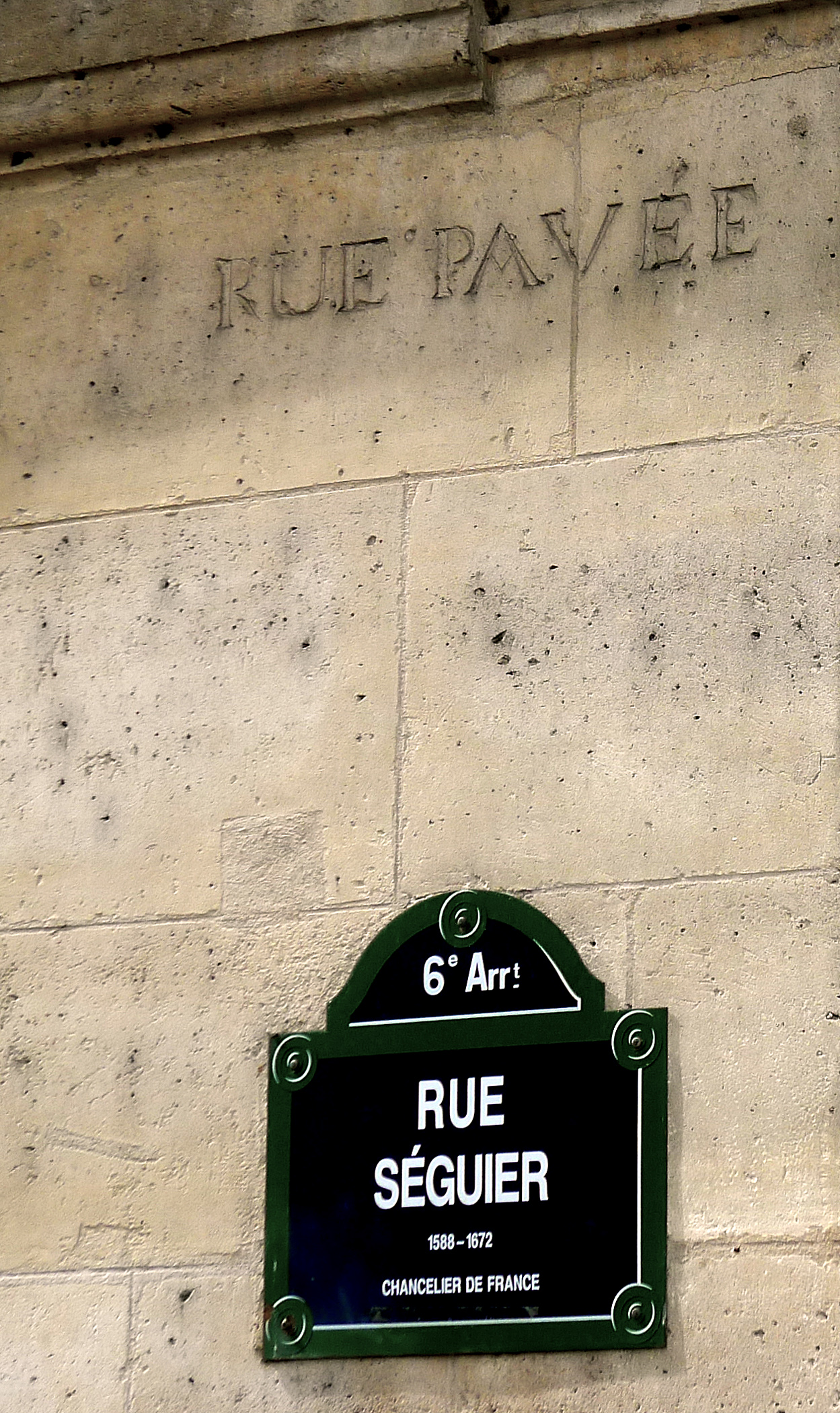
Ancien nom gravé.

## Bâtiments remarquables et lieux de mémoire
- No 2 : hôtel Feydeau de Montholon résidence parisienne de François-de-Paule Feydeau (1676-1710), seigneur du Plessis-Saint-Antoine et de Trancault, baron de Bourdenay, conseiller au Parlement de Paris, et de son épouse Catherine-Gabrielle de Montholon. Le mathématicien Pierre-Simon de Laplace (1749-1827) y habita par la suite. Cet hôtel particulier abrita aussi la librairie Didot, dont l'enseigne était La Bible d'Or. Il est classé aux monuments historiques depuis 1969[2].
- No 3 : ancienne demeure[réf. nécessaire] de l'architecte Ernest Bosc (1837-1913).
- No 8 : ancienne demeure[réf. nécessaire] du poète écrivain et peintre belge Henri Michaux (1899-1984).
- No 14 : siège de la rédaction de l’hebdomadaire illustré Le Courrier français (1884-1913).
À cette adresse se trouve une propriété du clan du président gabonais Ali Bongo[3].
- No 15 : domicile du mathématicien-physicien Joseph Fourier de 1821 à 1828 (Almanach du commerce).
- No 16 : hôtel Séguier, bâtiment inscrit au titre des monuments historiques en 2010[4]. Le physicien et conseiller d'État Charles Cagniard de Latour habita dans cet immeuble, de même qu’Auguste Voisin, médecin à l'hôpital de la Salpêtrière et membre de la Société d'anthropologie, ou encore le poète et écrivain Henri Michaux.
- No 17 :
  - Jacques de Sainte-Beuve (1613-1677) y naquit et y mourut.
  - François Nourissier y a vécu.
- No 18 : hôtel d'Aguesseau (XVIIIe siècle), ancien hôtel particulier partiellement inscrit au titre de monument historique[5] (portail monumental sur rue, vantaux de porte inclus, et façade au fond de la cour) qui doit son nom à Henri d'Aguesseau (1636-1716), ancien propriétaire qui est alors conseiller d'État[6]. Son emplacement avait été préalablement occupé par un hôtel d'Eu (1300), d'Artois (1352), de Nevers (1472) et d'Étoile (1536)[6].
  - Une plaque rappelle que Georges Pitard, avocat communiste fusillé par les nazis en 1941, avait établi son cabinet à cette adresse.
  - De 1946 à 1950, l'écrivain Albert Camus (1913-1960) et sa seconde épouse Francine Faure (1914-1979) occupent, avec leurs jumeaux Catherine et Jean (nés en 1945), un appartement qui « prenait toute une aile de la vieille demeure et donnait sur la cour (et, à un bout, sur la rue)[7]. »
  - En 2016, Picard & Épona, librairie spécialisée dans l’archéologie, l’histoire antique et l’architecture issue d'une récente fusion (2012) de la branche librairie des Éditions Picard (fondées en 1869 par le libraire et éditeur Alphonse Picard) avec Épona, quitte le siège historique de la maison du 82, rue Bonaparte pour s'installer au 18, rue Séguier, dans les anciens locaux de la librairie Clavreuil[8] situés dans l'aîle droite (nord). Quatre ans plus tard, le 29 mai 2020, Picard et Épona ferme définitivement ses portes[9].

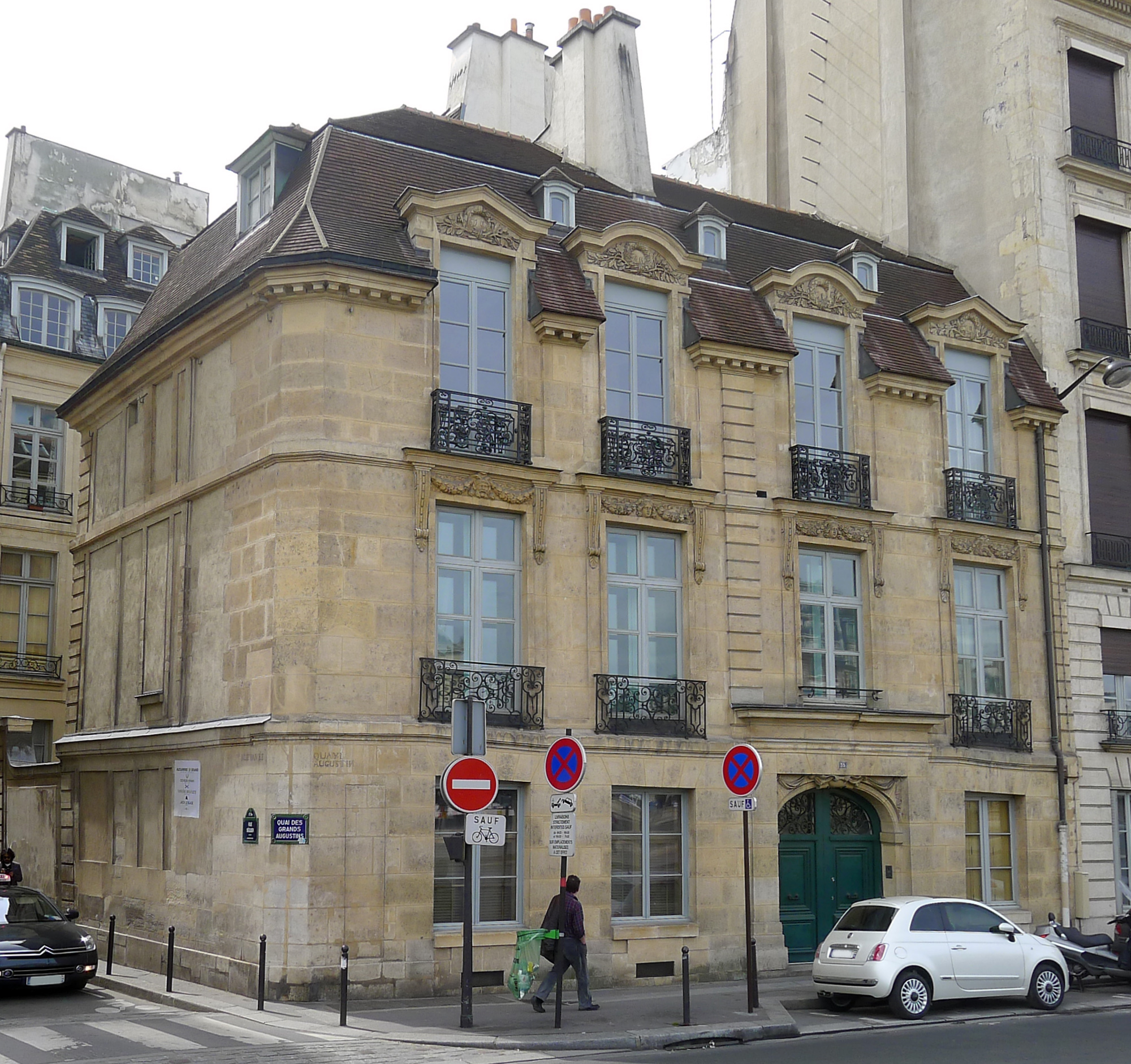
No 2 : l'hôtel Feydeau de Montholon vu depuis le quai des Grands-Augustins.
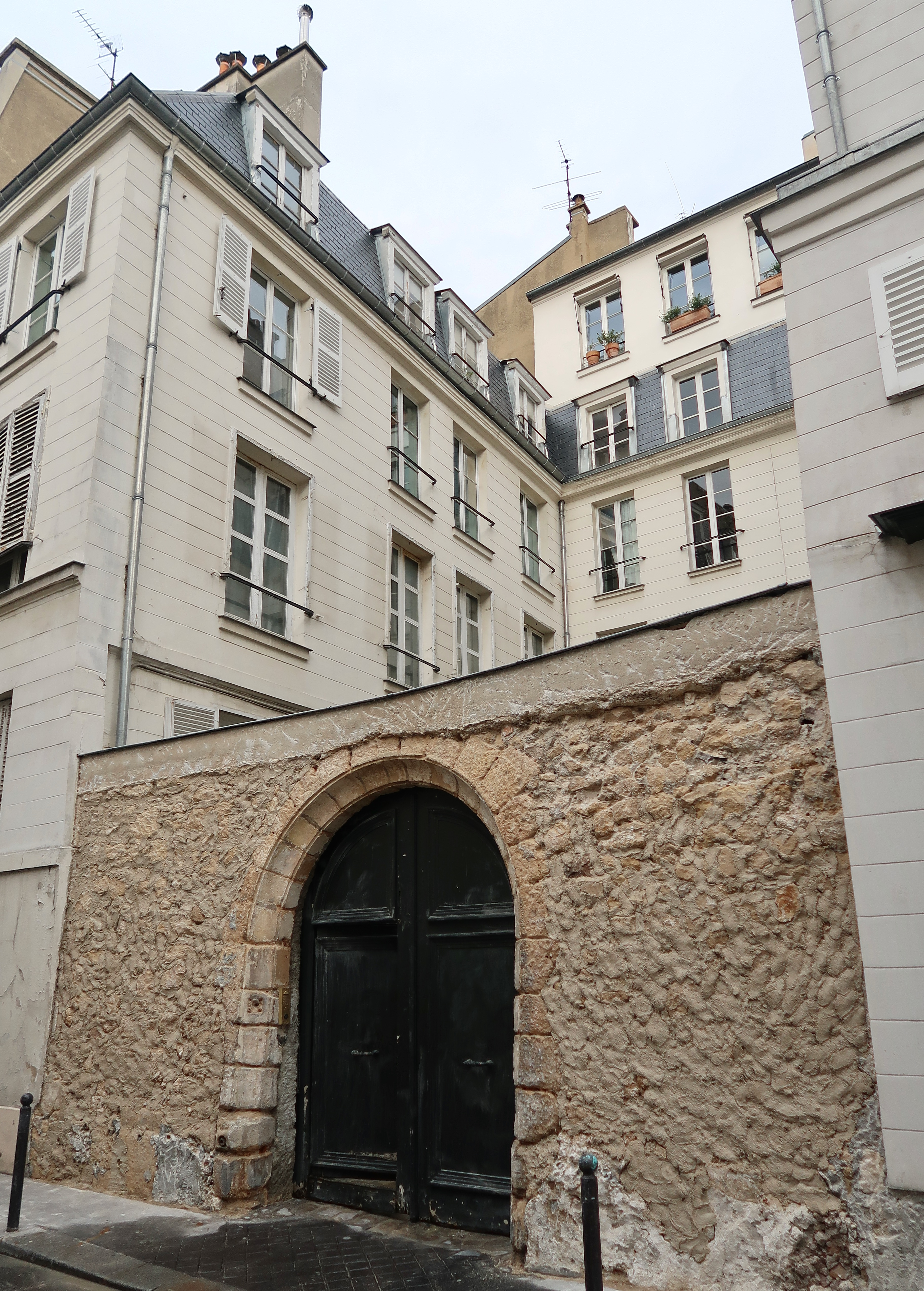
No 15 : ancien domicile de Joseph Fourier
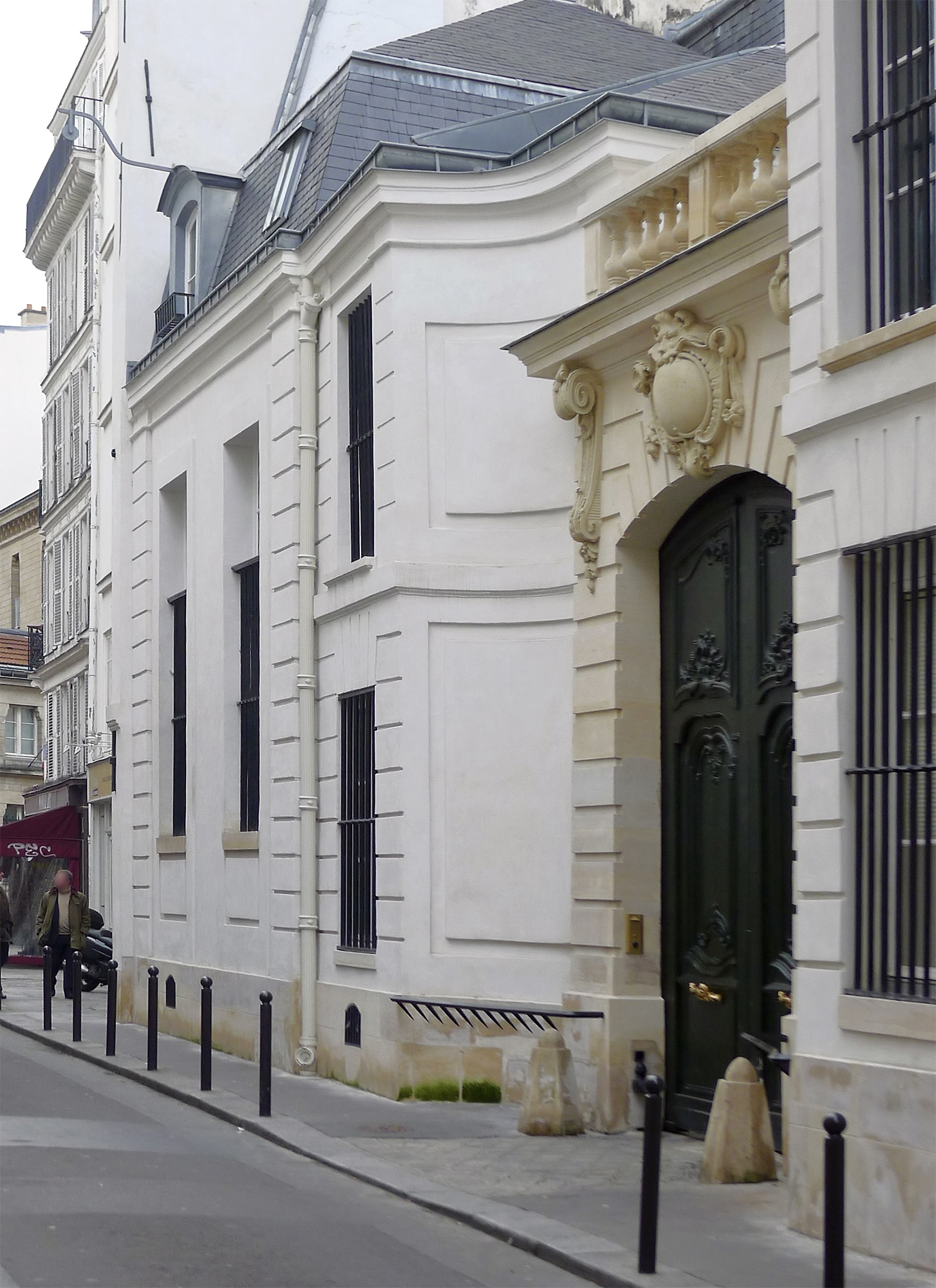
No 16 : l'hôtel dit Séguier vu du nord.
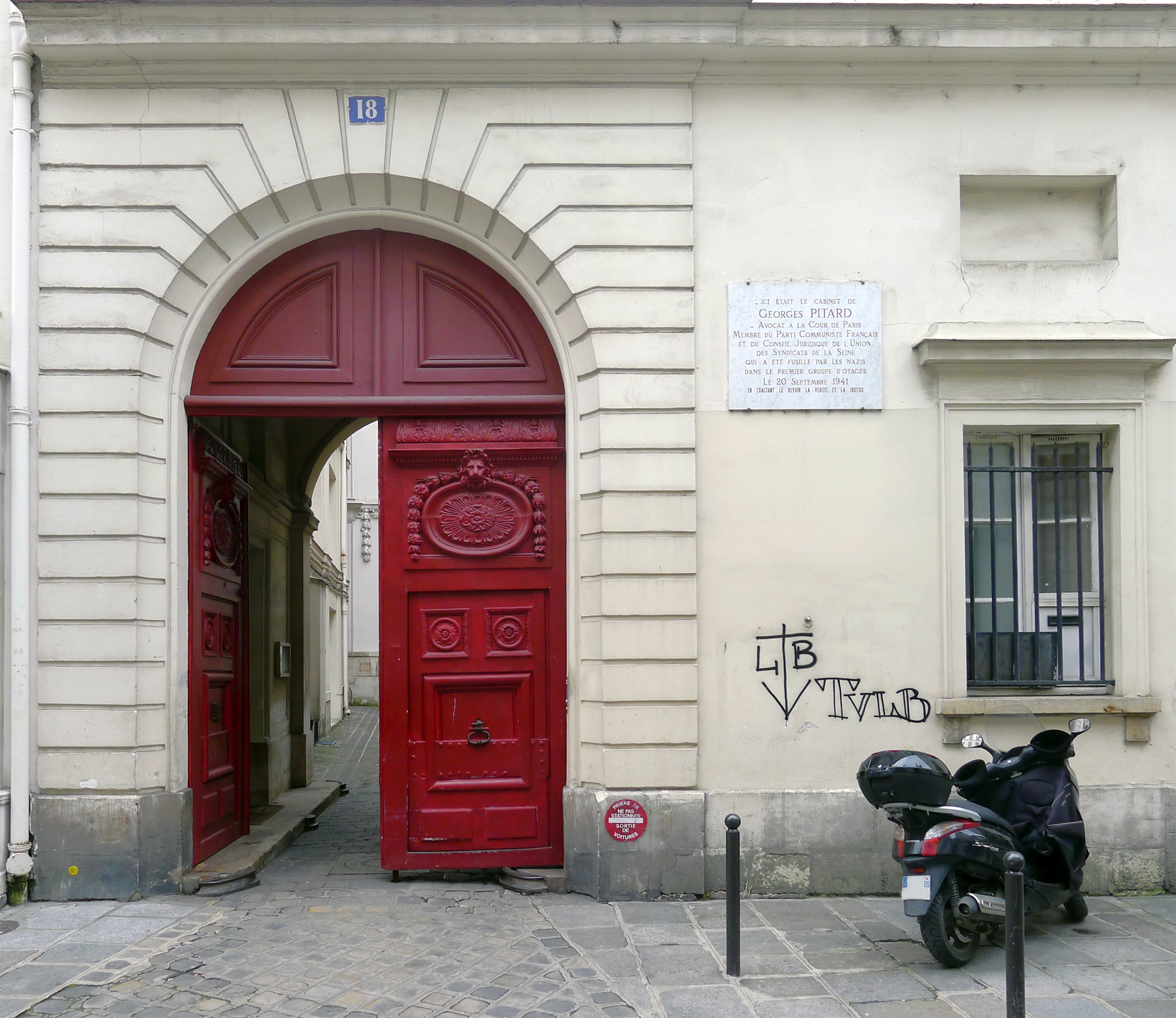
No 18 : portail de l'hôtel d'Aguesseau.
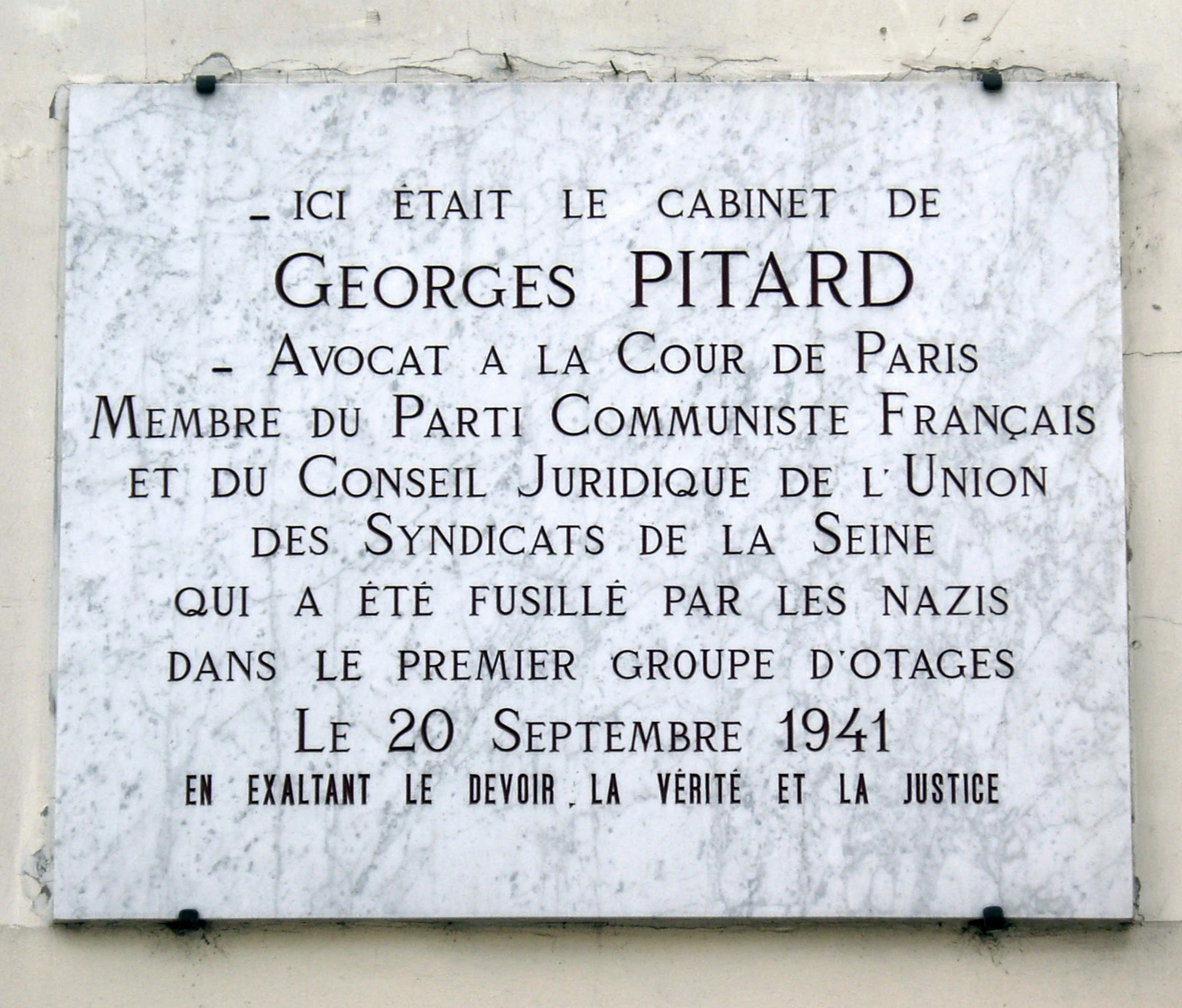
Plaque à la mémoire de Georges Pitard.